# ديمتري سفيتوزاروف
ديمتري سفيتوزاروف (بالروسية: Дмитрий Иосифович Светозаров)‏ (و. 1951  م) هو مخرج أفلام، وكاتب سيناريو من الاتحاد السوفيتي، وروسيا، ولد في سانت بطرسبرغ.

## التعليم
تعلم في جامعة سانت بطرسبرغ الحكومية (حتى 1974)، وتعلم في Faculty of Philology of Saint Petersburg State University ‏
.

## جوائز
حصل على جوائز منها:

جائزة التلفزيون الصناعي ‏

## وصلات خارجية
- ديمتري سفيتوزاروف على موقع IMDb (الإنجليزية)
- ديمتري سفيتوزاروف على موقع أول موفي (الإنجليزية)
- ديمتري سفيتوزاروف على موقع قاعدة بيانات الفيلم (الإنجليزية)
- ديمتري سفيتوزاروف على موقع كينوبويسك (الروسية)